# HC Bolzano
HC Bolzano (celým názvem: Hockey Club Bolzano) je italský klub ledního hokeje, který sídlí v Bolzanu v autonomním regionu Tridentsko-Horní Adiže. Založen byl v roce 1933. Klub je rekordním devatenáctinásobným mistrem Itálie, poslední titul získal v roce 2012. Dále je mistrem mezinárodních soutěží Alpenliga a EBEL, které shodně vyhrál dvakrát. Od sezóny 2013/14 působí v Erste Bank Eishockey Lize, nejvyšší rakouské mezinárodní soutěži. Klubové barvy jsou červená a bílá.
Za klub během výluky NHL odehrál v sezóně 1994/1995 několik zápasů i Jaromír Jágr. V současné době zde působí slovenský brankář Marcel Melicherčík.
Své domácí zápasy odehrává v hale Palaonda s kapacitou více než 7 000 diváků.

## Získané trofeje

### Vyhrané domácí soutěže
- Italský mistr v ledním hokeji ( 19× )
  - 1962/63, 1972/73, 1976/77, 1977/78, 1978/79, 1981/82, 1982/83, 1983/84, 1984/85, 1987/88, 1989/90, 1994/95, 1995/96, 1996/97, 1997/98, 1999/00, 2007/08, 2008/09, 2011/12
- Coppa Italia ( 3× )
  - 2003/04, 2006/07, 2008/09
- Supercoppa italiana ( 4× )
  - 2004, 2007, 2008, 2012

### Vyhrané mezinárodní soutěže
- Alpenliga ( 2× )
  - 1993/94, 1994/95
- EBEL ( 2× )
  - 2013/14, 2017/18

## Účast v mezinárodních pohárech
Zdroj:
Legenda: SP - Spenglerův pohár, EHP - Evropský hokejový pohár, EHL - Evropská hokejová liga, SSix - Super six, IIHFSup - IIHF Superpohár, VC - Victoria Cup, HLMI - Hokejová liga mistrů IIHF, ET - European Trophy, HLM - Hokejová liga mistrů, KP - Kontinentální pohár
- EHP 1973/1974 – 1. kolo
- EHP 1977/1978 – 3. kolo
- EHP 1978/1979 – 2. kolo
- EHP 1979/1980 – 2. kolo
- EHP 1982/1983 – 3. kolo
- EHP 1983/1984 – 3. kolo
- EHP 1984/1985 – 3. kolo
- EHP 1985/1986 – 3. kolo
- EHP 1988/1989 – Předkolo, sk. D (3. místo)
- EHP 1990/1991 – 1. kolo, sk. B (2. místo)
- EHP 1995/1996 – Semifinálová skupina G (3. místo)
- EHP 1996/1997 – Semifinálová skupina G (3. místo)
- EHL 1997/1998 – Základní skupina F (4. místo)
- EHL 1998/1999 – Základní skupina D (4. místo)
- KP 2008/2009 – Finálová skupina (3. místo)
- KP 2009/2010 – 3. kolo, sk. D (2. místo)
- KP 2012/2013 – Finálová skupina (4. místo)
- HLM 2014/2015 – Základní skupina F (3. místo)
- HLM 2018/2019 – Osmifinále

## Přehled ligové účasti
Zdroj:
- 1933–1934: Lega Italiana Hockey Ghiaccio (1. ligová úroveň v Itálii)
- 1948–2013: Lega Italiana Hockey Ghiaccio (1. ligová úroveň v Itálii)
- 1991–1997: Alpenliga (mezinárodní soutěž)
- 1998–1999: Alpenliga (mezinárodní soutěž)
- 2013– : EBEL (1. ligová úroveň v Rakousku / mezinárodní soutěž)

| Rakousko (2013 – ) |                   |               |                                                                                   |                                                                                   |                                                                                   |
| Sezóny             | Soutěž            | ZČ            | Play-off, nadstavba, sk. o udržení...                                             | Poznámky                                                                          |                                                                                   |
| 2013/14            | EBEL              | 4. místo      | Finále Výhra s EC Red Bull Salzburg 3 : 2                                         |                                                                                   |                                                                                   |
| 2014/15            | EBEL              | 7. místo      | Čtvrtfinále Prohra s EHC Black Wings Linz 3 : 4                                   |                                                                                   |                                                                                   |
| 2015/16            | EBEL              | 5. místo      | Čtvrtfinále Prohra s EHC Black Wings Linz 2 : 4                                   |                                                                                   |                                                                                   |
| 2016/17            | EBEL              | 4. místo      | Semifinále Prohra s Vienna Capitals 0 : 4                                         |                                                                                   |                                                                                   |
| 2017/18            | EBEL              | 9. místo      | Finále Výhra s EC Red Bull Salzburg 3 : 3                                         |                                                                                   |                                                                                   |
| 2018/19            | EBEL              | 5. místo      | Čtvrtfinále Prohra s EC KAC 1 : 4                                                 |                                                                                   |                                                                                   |
| 2019/20            | ICE Hockey League | 5. místo      | Ročník zrušen po odehrání základní části a nadstavby z důvodu Pandemie covidu-19. | Ročník zrušen po odehrání základní části a nadstavby z důvodu Pandemie covidu-19. | Ročník zrušen po odehrání základní části a nadstavby z důvodu Pandemie covidu-19. |
| 2020/21            | ICE Hockey League | Zlatá medaile | Finále Prohra s EC KAC 1 : 4                                                      |                                                                                   |                                                                                   |
| 2021/22            | ICE Hockey League | 9. místo      | Předkolo Prohra s EC KAC 0 : 2                                                    |                                                                                   |                                                                                   |
| 2022/23            | ICE Hockey League |               |                                                                                   |                                                                                   |                                                                                   |

## Bývalí známí hráči
| - Kent Nilsson - Roger Akerstrom - Glenn Anderson - Alexander Andrijevski - Chris Bahen - Dave Baseggio - Scott Beattie - Oleg Bělov - Brian Belcastro - James Black - Jim Boni - Robin Bouchard - Steve Bozek - Markus Brunner - Greg Bullock - Jim Camazzola - Joe Ciccarello - Martin Crepaz - Dan Currie - Phil DeGaetano - Matt DeMarchi - Doug Derraugh - Joel Dezainde - Nate DiCasmirro - Paul DiFrancesco - Flavio Faggioni - Mario Doyon | - Mark Dutiaume - Daniel Fernholm - Ron Flockhart - Martin Gendron - Michael Guentner - Phil Groeneveld - Chris Hajt - Guenther Hell - Rudi Hiti - Niklas Hjalmarsson - Viktors Ignatjevs - Tony Iob - Kim Issel - Lars Ivarsson - Jaromír Jágr - Torbjörn Johansson - Regan Kelly - Jordan Krestanovich - Cory Laylin - Björn Leonhardt - Carlyle Lewis - Brian Loney - Jamie Lundmark - Kim Maier - Bob Manno - Daniel Marois - Igor Maslennikov | - Shayne McCosh - Paul Messier - Árpád Mihály - Robert Mulick - Jason Muzzatti - Mark Napier - Fredrick Nasvall - Sergei Naumov - Jeff Nelson - Jan Němeček - Mario Nobili - Robert Oberrauch - Josh Olson - Gates Orlando - Drew Omicioli - Mike Omicioli - Grigorijs Panteļejevs - Dave Pasin - Gino Pasqualotto - Martin Pavlů - Michel Petit - Neil Petruic - Frank Pietrangelo - Ray Podloski - Jyrki Poikolainen - Marco Poulsen - Mikko Purontakanen | - Deron Quint - Jeff Ricciardi - Jorgen Rickmo - Mike Rosati - Adam Russo - Peter Schaefer - James Schaafsma - Jeff Sebastian - Ari-Pekka Siekkinen - Bud Smith - Regan Stocco - Jonas Stöpfgeshoff - Patrice Tardif - Lucio Topatigh - Sylvain Turgeon - Perry Turnbull - Tony Tuzzolino - Carmine Vani - Michail Vasiljev - Teemu Viherva - Juha Virenius - Sergej Vostrikov - Ramil Juldašev - Rob Zamuner - Bruno Zarrillo - Andrei Zhukov - Demian Zucal |